# Zmeura de Aur

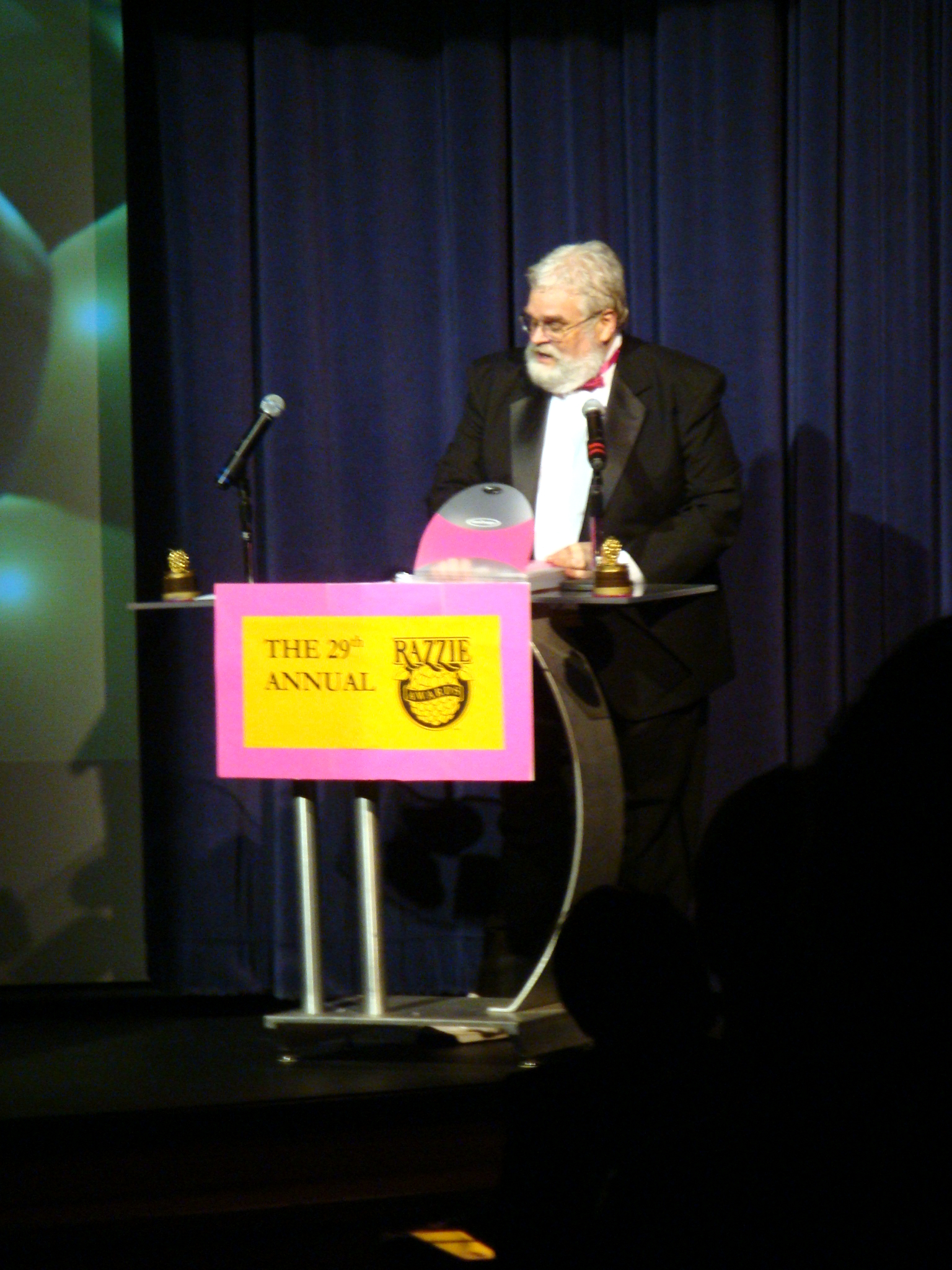
John J.B. Wilson în 2009 la a 29-a ediție

Zmeura de Aur (engleză: Golden Raspberry Awards) este un premiu parodic acordat pentru prima dată acordată în 1981 și gândit ca un opus al Premiilor Oscar, premiindu-i pe cei mai slabi/proști actori, scenariști, compozitori, regizori și filme. Premiul are forma unei zmeure de mărimea unei mingi de golf, fixate pe un suport de plastic - valoarea aproximativă este de 4,89 dolari americani.

## Istorie
Filmul fantastic romantic-muzical Xanadu și un alt muzical lansat cam în aceeași perioadă, Can't Stop the Music, l-au inspirat pe John J. B. Wilson să fondeze Premiile Zmeura de Aur (sau „Razzies”), un eveniment anual „dezonorant”, unde sunt premiate cele mai proaste filme dintr-un an.

## Categorii
- Zmeura de Aur pentru cel mai prost film
- Zmeura de Aur pentru cel mai prost actor într-un rol principal
- Zmeura de Aur pentru cea mai proastă actriță într-un rol principal
- Zmeura de Aur pentru cel mai prost actor într-un rol secundar
- Zmeura de Aur pentru cea mai proastă actriță într-un rol secundar
- Zmeura de Aur pentru cel mai prost cuplu pe marele ecran
- Zmeura de Aur pentru cel mai prost regizor
- Zmeura de Aur pentru cel mai prost scenariu
- Zmeura de Aur pentru cea mai proastă refacere sau continuare a unui film